# Perlehalsbaandet
Perlehalsbaandet er en stumfilm fra 1914 instrueret af Sofus Wolder efter manuskript af Christian Nobel.